# 앰퍼샌드

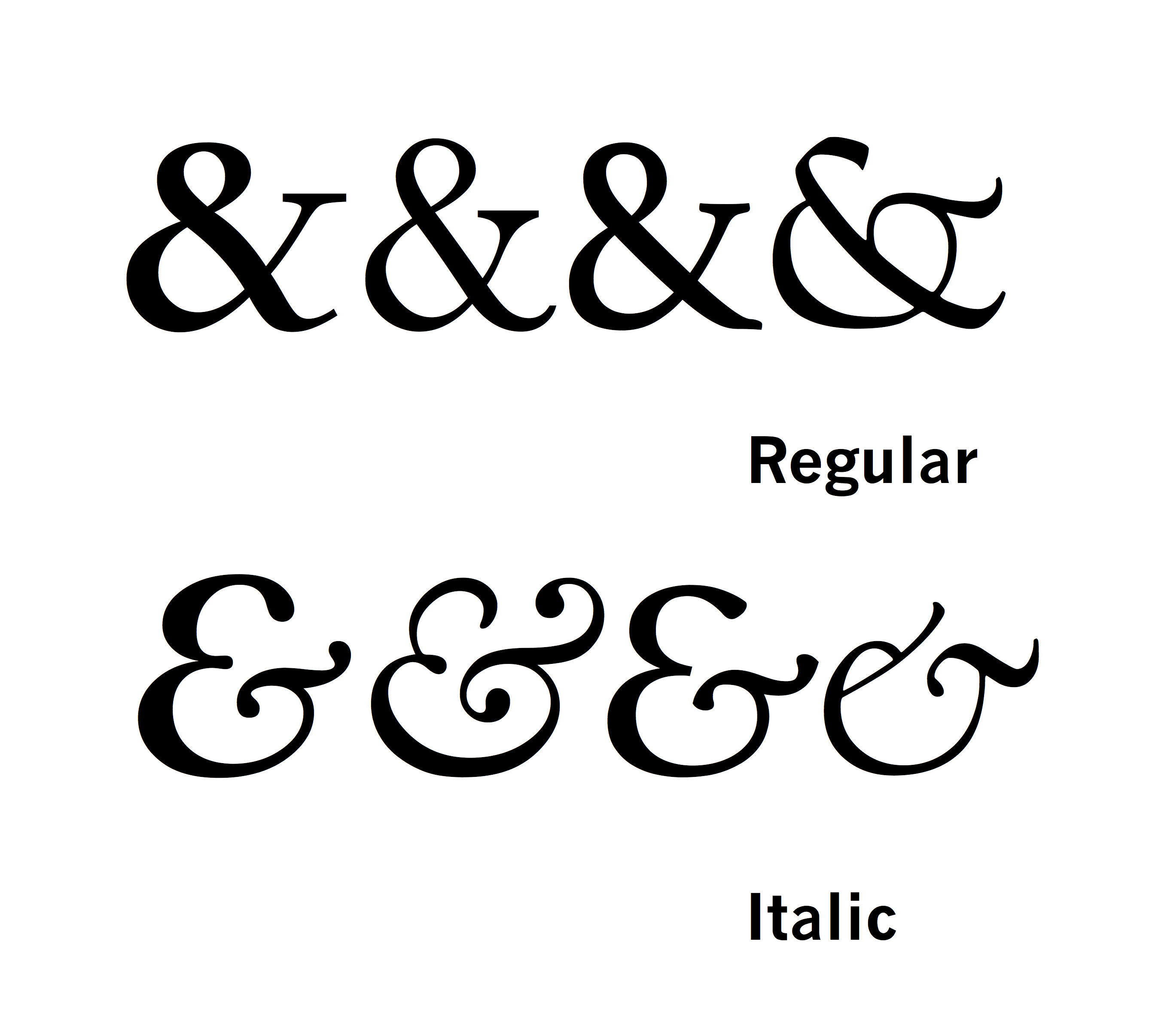

앰퍼샌드(ampersand, &, 앤드 기호)는 ‘~와(과)’를 의미하는 기호이다. 영어의 "and"에 해당하는 라틴어의 ‘et’의 합자로, ‘etc.’를 ‘&c.’로 쓰기도 했다. Z 다음에 해당하는 27번째 라틴 문자 알파벳으로 여겨졌던 시기도 있다. 또한 AND의 의미를 나타내기도 한다

## 사용
한국과 일본에서는 가운뎃점(·)과 흡사하게, 중국에서는 모점(、)과 흡사하게 사용된다. 어쩔 때는 슬래시(/)처럼 사용되기도 한다.

## 프로그래밍 언어
C 등 여러 프로그래밍 언어에서는 AND 연산자로 사용된다. 다음은 C의 예이다.
```
x
 
=
 
a
 
&&
 
b
;

```

위와 같이 & 2개를 붙여쓴 것은 논리연산자 AND를 나타낸다. 이 경우 A, B가 모두 참이라면 X도 참이 되고, 그 외의 경우는 거짓이 된다.
```
x
 
=
 
0x12345678
 
&
 
0x0f0f0f0f
;

```

위와 같이 &가 1개이면 비트연산자 AND를 나타낸다. 이 경우의 결과는 0x02040608이다.
BASIC 계열의 언어로는 문자열의 연결 연산자로서 사용된다.

C 언어에서 단항연산자로 쓰는 경우 변수의 주소를 나타낸다.
```
int
 
v
 
=
 
15
;

int
*
 
ad
 
=
 
&
v
;

```

위의 소스 코드에서 변수 ad에는 변수 v의 주소가 담겨 있다.
```
A$
 
=
 
"foo"
 
&
 
"bar"

```

위의 경우에는 "foobar"를 돌려준다. 또, 주로 마이크로소프트 계열에서는 정수의 16진표기에 &h를 이용해 &h0F (10진으로 15)와 같이 표현한다.
SGML, XML, HTML에서는, 앰퍼샌드(&)를 사용해 SGML 실체를 참조한다.

## 인코딩
- U+FE60 ﹠ small ampersand (HTML: &#65120;)
- U+FF06 ＆ fullwidth ampersand (HTML: &#65286;)
- U+214B ⅋ turned ampersand (HTML: &#8523;)
- U+1F670 🙰 script ligature et ornament (HTML: &#128624;)
- U+1F671 🙱 heavy script ligature et ornament (HTML: &#128625;)
- U+1F672 🙲 ligature open et ornament (HTML: &#128626;)
- U+1F673 🙳 heavy ligature open et ornament (HTML: &#128627;)
- U+1F674 🙴 heavy ampersand ornament (HTML: &#128628;)
- U+1F675 🙵 swash ampersand ornament (HTML: &#128629;)

## 같이 보기
- Ͱ